# Scuola nautica della Guardia di Finanza
La Scuola nautica della Guardia di Finanza è un istituto di formazione militare, con sede a Gaeta, dove viene addestrato il personale della Guardia di Finanza destinato ad essere imbarcato sulle unità navali del Corpo. Nella Scuola nautica della Guardia di finanza vengono addestrati annualmente circa 500 militari, tra ufficiali, ispettori, sovrintendenti, appuntati e finanzieri del contingente di mare della Guardia di finanza. La scuola dipende dall'Ispettorato per gli istituti di istruzione.

## Storia

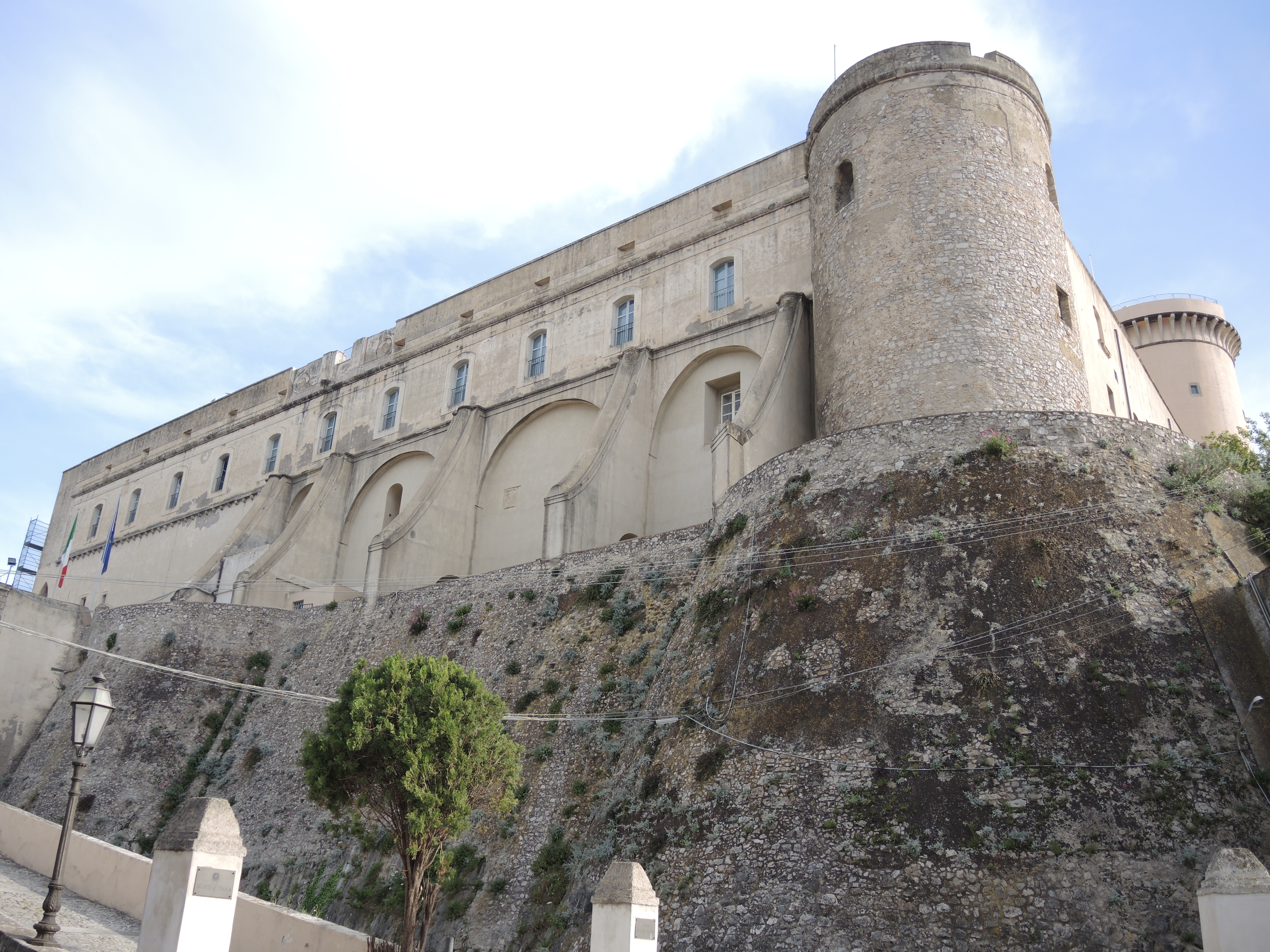
La caserma "Mazzini" (nel castello Aragonese)

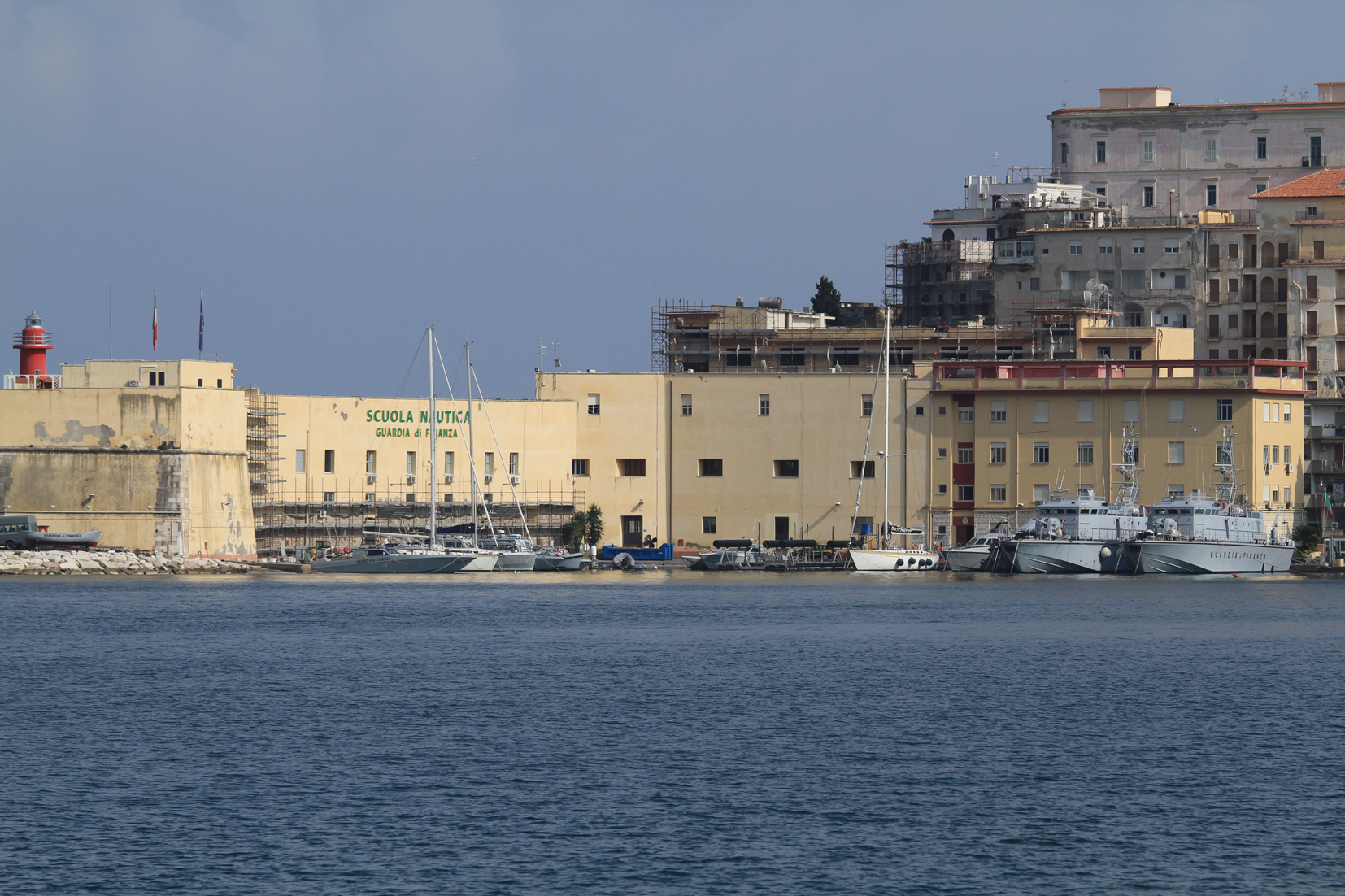
La caserma "Bausan"

La Scuola nautica ha le sue origini alla fine del XIX secolo, quando nel 1896 venne istituita la "sezione allievi mare" con sede a Messina. La sua istituzione è nata dall'esigenza da parte del Corpo della regia guardia di finanza di dotarsi di un proprio reparto addestrativo navale, in seguito alla cessione al Ministero delle finanze, da parte della Regia Marina, di 10 torpediniere da impiegare nel servizio di vigilanza doganale sui laghi di confine e nella laguna veneta e dovendo sostituire gli equipaggi della Regia Marina con personale del Corpo, nacque l'esigenza di addestrare personale del Corpo in grado di assumere anche la condotta delle unità navali.
Nel 1908, a causa del terremoto che colpì la città siciliana la scuola venne trasferita prima a Peschiera del Garda e nel 1926 a Pola. La scuola di Pola, il cui primo comandante con il grado di capitano è stato Vittorio G. Rossi, acquisì un notevole prestigio, svolgendo la sua funzione fino al termine del secondo conflitto mondiale, quando in seguito al trattato di pace l'Italia dovette cedere l'Istria e la Dalmazia.
Le unità navali del Corpo hanno preso parte agli eventi bellici della seconda guerra mondiale e il dragamine R.D. 36 venne insignito della medaglia d'oro al valor militare e per l'attività complessiva svolta dal servizio navale del Corpo la Bandiera del naviglio della Guardia di finanza venne decorata della medaglia d'argento al valor militare.
Nel 1948 come nuova sede venne scelta Gaeta.
La Scuola nautica ha la sua sede in diversi immobili demaniali di valore storico. La compagnia allievi finanzieri di mare ha la sua sede nella caserma "Mazzini" ospitata all'interno del castello Angioino-Aragonese, che fino al termine della seconda guerra mondiale è stata sede di un battaglione allievi carabinieri e che oggi ospita la Scuola nautica della Guardia di finanza. Sempre sulla parte più elevata del promontorio che domina il golfo sorge anche la caserma "Cavour", sede del comando della Scuola nautica. Nella zona inferiore del borgo medioevale di Gaeta ha sede la caserma "Bausan" dove risiedono il Comando stazione navale di addestramento con le navi scuola e la Compagnia corsi di specializzazione.

## Addestramento
I corsi vengono realizzati con un articolato programma di studi, che si sviluppa attraverso diverse fasi addestrative:
La prima, detta di formazione, è finalizzata a conferire all'allievo i principi guida della disciplina militare. Durante questa fase vengono impartite lezioni di carattere generale in diverse materie d'interesse tecnico-professionale e d'indirizzo alla specializzazione;
La seconda, più articolata e complessa, è destinata alla formazione specialista, caratterizzata da un elevato tecnicismo. Ciascuna specializzazione costituisce, l'obiettivo di un corso di studi diverso, con specifico programma d'insegnamento teorico e pratico, mediante l'impiego d'insegnanti militari e civili.

## Attività internazionale
Nel quadro degli accordi bilaterali tra l'Italia e l'Albania, presso la Scuola nautica si sono svolti tre corsi finalizzati ad addestrare funzionari della "polizia di confine marittimo albanese" e della "polizia doganale albanese". L'attività addestrativa è stata completata in territorio albanese, con la costruzione di un "Gruppo di addestramento a mare" diretto da un ufficiale della Scuola nautica.
Il personale dell'Istituto d'istruzione ha partecipato anche a due missioni internazionali, che hanno visto impegnata la componente navale del Corpo:
- sul fiume Danubio, a tutela dell'embargo ONU nei confronti della ex Jugoslavia;
- lungo le coste albanesi, con funzioni di addestramento, assistenza e consulenza a favore dei locali organi polizia nella lotta ai traffici illeciti.